# Liste der Nummer-eins-Hits in Rumänien (2008)
Diese Liste enthält alle Nummer-eins-Hits in Rumänien im Jahr 2008. Es gab in diesem Jahr 15 Nummer-eins-Singles.
| Singles |
| --- |
| - Crazy Loop – Crazy Loop (Mm-Ma-Ma) - 8 Wochen (17. Dezember 2007 – 10. Februar 2008, insgesamt 11 Wochen) - Morandi – Angels (Love is the answer) - 1 Woche (11. Februar – 17. Februar, insgesamt 3 Wochen) - Crazy Loop – Crazy Loop (Mm-Ma-Ma) - 3 Wochen (18. Februar – 9. März, insgesamt 11 Wochen) - Morandi – Angels (Love is the answer) - 2 Wochen (10. März – 23. März, insgesamt 3 Wochen) - 3rei Sud Est – Vorbe care dor - 4 Wochen (24. März – 20. April) - Celia – Șoapte - 1 Woche (21. April – 27. April) - Kylie Minogue – In my arms - 1 Woche (28. April – 4. Mai, insgesamt 2 Wochen) - Tom Boxer feat. Anca Parghel & Fly Project – Brasil - 3 Wochen (5. Mai – 25. Mai) - Madonna feat. Justin Timberlake & Timbaland – 4 Minutes - 1 Woche (26. Mai – 1. Juni, insgesamt 9 Wochen) - Kylie Minogue – In my arms - 1 Woche (2. Juni – 8. Juni, insgesamt 2 Wochen) - Madonna feat. Justin Timberlake & Timbaland – 4 Minutes - 8 Wochen (9. Juni – 5. August, insgesamt 9 Wochen) - Jay Sean – Ride It - 2 Wochen (6. August – 19. August) - David Deejay feat. Dony – Sexy Thing - 7 Wochen (20. August – 7. Oktober) - R.I.O. – Shine On - 2 Wochen (8. Oktober – 21. Oktober) - Madonna – Give It 2 Me - 1 Woche (22. Oktober – 28. Oktober) - Eddy Wata – I Love My People - 1 Woche (29. Oktober – 4. November) - Marius Nedelcu feat. Julia – Rain - 1 Woche (5. November – 11. November, insgesamt 3 Wochen) - Rihanna – Disturbia - 1 Woche (12. November – 18. November) - Marius Nedelcu feat. Julia – Rain - 1 Woche (19. November – 25. November, insgesamt 3 Wochen) - Akcent – Stay with Me - 3 Wochen (26. November – 16. Dezember, insgesamt 6 Wochen) - Marius Nedelcu feat. Julia – Rain - 1 Woche (17. Dezember – 23. Dezember, insgesamt 3 Wochen) - Akcent – Stay with Me - 3 Wochen (24. Dezember 2008 – 13. Januar 2009, insgesamt 6 Wochen) |